# Dick Bavetta
Richard T. Bavetta, detto Dick (Brooklyn, 10 dicembre 1939), è un ex arbitro di pallacanestro statunitense.
È stato in attività in NBA dalla stagione 1975-76 alla stagione 2013-14. Aveva diretto, all'inizio della stagione 2012-13, 2.600 partite di regular season e 250 match di play-off, delle quali 30 erano finali. Nelle 39 stagioni della sua carriera, sempre vestendo l'uniforme numero 27, non è mai mancato ad una partita che gli era stata assegnata, detenendo il record della lega NBA per il numero di partite dirette. È membro del Naismith Memorial Basketball Hall of Fame dal 2015.

## Inizi della carriera
Bavetta è nato a Park Slope, quartiere nel distretto di Brooklyn, a New York; da padre tenente di polizia e madre casalinga. Secondo di due figli, suo fratello maggiore, Joe, ha seguito la professione paterna, diventando detective di polizia.
Dick Bavetta ha frequentato la Power Memorial High School nel distretto di Manhattan e successivamente il "Saint Francis College", un'università privata francescana nel distretto di Brooklyn, dove si laureò nel 1962. Durante il periodo trascorso al College, Bavetta fece parte della locale squadra di basket.
Iniziò la sua carriera spronato dal fratello Joe, che era già arbitro nell'American Basketball Association. Lavorando come broker per la "Solomon Brothers" (Bavetta ha conseguito anche un MBA in finanza), i primi match diretti da Bavetta furono quelli della Wall Street League giocati al "New York's Downtown Athletic Club". Successivamente ha diretto, per circa dieci anni, partite di high school; passando poi professionista nella Eastern Professional Basketball League (attualmente conosciuta come Continental Basketball Association) dove è rimasto per nove stagioni. Bavetta è stato assunto dalla NBA nel 1975.

## Carriera NBA
Nonostante la sua età, ha continuato la carriera di arbitro sino al 2014. Per mantenersi in forma percorreva dalle 5 alle 8 miglia al giorno ogni mattina. Durante la stagione 2006-07 si è trovato ad arbitrare il match del 16 dicembre fra New York Knicks e Denver Nuggets, nel corso del quale è scoppiata una rissa che è costata 15 giornate di squalifica a Carmelo Anthony, ala dei Denver Nuggets.
In quella stagione, è da ricordare anche la gara di corsa contro Charles Barkley a cui ha preso parte per beneficenza durante l'All Star Weekend 2007, perdendola dignitosamente con un distacco minimo nonostante il notevole scarto di età con il rivale e nonostante l'escoriazione subita al ginocchio destro gettandosi oltre la linea d'arrivo nel tentativo di oltrepassarla per primo. Il 19 agosto 2014 la NBA ufficializza il suo ritiro.